# Selección femenina de fútbol sub-17 del Perú
La selección femenina de fútbol sub-17 del Perú es el equipo representativo del país en las competiciones oficiales de fútbol de su categoría. Su organización está a cargo de la Federación Peruana de Fútbol, la cual es miembro de la Confederación Sudamericana de Fútbol y de la FIFA.
La selección femenina de fútbol sub-17 del Perú participa cada dos años en el Campeonato Sudamericano Femenino de Fútbol Sub-17, clasificatorio para la Copa Mundial de Fútbol Femenino Sub-17. Su mejor participación en un Sudamericano Sub-17 ha sido en la edición de 2008 cuando ocupó el quinto puesto.

## Uniforme
- Uniforme titular: Camiseta blanca con una banda diagonal roja, pantalón blanco, medias blancas con una franja roja.
- Uniforme alternativo: Camiseta roja, pantalón rojo, medias rojas con una franja blanca.

## Estadísticas

### Copa Mundial de Fútbol Femenino Sub-17
| Edición | Ronda        | Posición     | PJ           | PG           | PE           | PP           | GF           | GC           |
| ------- | ------------ | ------------ | ------------ | ------------ | ------------ | ------------ | ------------ | ------------ |
| 2008    | No clasificó | No clasificó | No clasificó | No clasificó | No clasificó | No clasificó | No clasificó | No clasificó |
| 2010    | No clasificó | No clasificó | No clasificó | No clasificó | No clasificó | No clasificó | No clasificó | No clasificó |
| 2012    | No clasificó | No clasificó | No clasificó | No clasificó | No clasificó | No clasificó | No clasificó | No clasificó |
| 2014    | No clasificó | No clasificó | No clasificó | No clasificó | No clasificó | No clasificó | No clasificó | No clasificó |
| 2016    | No clasificó | No clasificó | No clasificó | No clasificó | No clasificó | No clasificó | No clasificó | No clasificó |
| 2018    | No clasificó | No clasificó | No clasificó | No clasificó | No clasificó | No clasificó | No clasificó | No clasificó |
| 2022    | No clasificó | No clasificó | No clasificó | No clasificó | No clasificó | No clasificó | No clasificó | No clasificó |
| 2024    | No clasificó | No clasificó | No clasificó | No clasificó | No clasificó | No clasificó | No clasificó | No clasificó |
| 2025    | No clasificó | No clasificó | No clasificó | No clasificó | No clasificó | No clasificó | No clasificó | No clasificó |
| 2026    | Por definir  | Por definir  | Por definir  | Por definir  | Por definir  | Por definir  | Por definir  | Por definir  |
| Total   |              | .º           | 0            | 0            | 0            | 0            | 0            | 0            |

### Campeonato Sudamericano Femenino de Fútbol Sub-17
| Edición | Ronda        | Posición | PJ | PG | PE | PP | GF | GC  |
| ------- | ------------ | -------- | -- | -- | -- | -- | -- | --- |
| 2008    | Primera fase | 5.º      | 4  | 2  | 0  | 2  | 5  | 9   |
| 2010    | Primera fase | 8.º      | 4  | 1  | 0  | 3  | 3  | 13  |
| 2012    | Primera fase | 9.º      | 4  | 0  | 1  | 3  | 4  | 11  |
| 2013    | Primera fase | 10.º     | 4  | 0  | 1  | 3  | 2  | 10  |
| 2016    | Primera fase | 8.º      | 4  | 1  | 0  | 3  | 2  | 16  |
| 2018    | Primera fase | 8.º      | 4  | 1  | 0  | 3  | 2  | 10  |
| 2022    | Primera fase | 9.º      | 4  | 0  | 0  | 4  | 1  | 15  |
| 2024    | Primera fase | 8.º      | 4  | 1  | 0  | 3  | 1  | 9   |
| 2025    | Ronda final  | 6.º      | 9  | 2  | 0  | 7  | 8  | 28  |
| Total   | 9/9          | 9.º      | 41 | 8  | 2  | 31 | 28 | 121 |